# Alphabus
Alphabus ist ein europäischer Satellitenbus der Firmen Astrium und Thales Alenia Space (Abk. TAS), der mit Hilfe der Raumfahrtbehörden ESA und CNES neu entwickelt wurde, um noch schwerere und leistungsfähigere geostationäre Kommunikationssatelliten als mit den vorhandenen Satellitenbussen Eurostar E3000 von Astrium und Spacebus 4000 von TAS zu ermöglichen.

## Aufbau
Alphabus ist modular aufgebaut und besteht aus einem Servicemodul, einem Nutzlastmodul und einem daran befestigten Antennenträger. Die Struktur des Servicemoduls besteht hauptsächlich aus einer Röhre, in der die beiden Tanks für MMH und MON 3 eingebaut sind. Die Tanks sind besonders leicht und bestehen aus Titan, das mit Kohlenstofffasern zur Stabilisierung umwickelt ist. Jeder der beiden Tanks fasst 1925 l Treibstoff. Das Gesamttreibstoffgewicht beträgt 3500 bis 4200 kg, dazu kommen noch drei Tanks von je 90 l für das als Druckgas verwendete Helium. Diese versorgen einen EAM-Apogäumsmotor mit 500 N Schub. Das Triebwerk hat eine Brennkammer und Schubdüse aus Keramik. Alternativ kann auch ein S400-Apogäumstriebwerk mit 400 N Schub eingebaut werden. Weiterhin gibt es 16 Steuerungstriebwerke. Das System für die vier Ionentriebwerke hat Tanks für 350 kg Xenon. Die dafür benötigten Hilfsaggregate sind auf Sandwichpaneelen aus kohlenstofffaserverstärktem Kunststoff und Aluminium verteilt, die an die zentrale Röhre angebaut sind.
Das Nutzlastmodul hat drei Ebenen, um die Kommunikationselektronik aufzunehmen, und das Antennenmodul ist auf dem Nutzlastmodul bzw. an seinen Seiten befestigt. Es sind maximal 12 Parabolspiegel möglich, von denen zwei mit 3,5 m Durchmesser größer sein dürfen als die restlichen mit 2 m Durchmesser. Jedoch kann er auch für Mobilkommunikation eine entfaltbare Antenne mit über 10 m Durchmesser tragen. Bevor diese jedoch zur Erde ausgerichtet werden kann, muss der Satellit seine Ausrichtung im geostationären Orbit um 90° im Vergleich zur normalen Ausrichtung ändern. Die beiden nach Norden und Süden zeigenden Solarmodule bestehen jeweils aus vier bis sechs Elementen. Die Elemente fünf und sechs klappen seitlich von Element drei ab. Die Elemente der Solarpanel verwenden GaAs-Triple-Junction-Solarzellen. Für die Zeit, in denen kein Strom aus den Solarzellen zur Verfügung steht, ist ein modularer Lithium-Ionen-Akkumulator vorhanden.
Alphabus ist für maximal 22 kW Energieverbrauch, ein Startgewicht von max. 8,8 t und 230 Transpondern Nutzlast ausgelegt.
Der erste Satellit basierend auf diesem Bus ist Alphasat I-XL, der mit einer Ariane 5 ECA am 25. Juli 2013 gestartet wurde.